# ヴェッツァ・ダルバ
ヴェッツァ・ダルバ（伊: Vezza d'Alba）は、イタリア共和国ピエモンテ州クーネオ県にある基礎自治体（コムーネ）。

## 地理

### 位置・広がり
| 隣接するコムーネは以下の通り。 - カナーレ - カスタニート - カステッリナルド・ダルバ - コルネリアーノ・ダルバ - グアレーネ - モンタルド・ロエーロ - モンテーウ・ロエーロ |

#### 地震分類
イタリアの地震リスク階級 (it) では、4 に分類される
。

## 行政

### 分離集落
ヴェッツァ・ダルバには、以下の分離集落（フラツィオーネ）がある。
- Borbore, Borgonuovo, Cascinotto, Cerrati, Madernassa, Riassolo, Sanche, Socco, Valmaggiore

## 姉妹都市
- Jonquières-Saint-Vincent、フランス